# ディエリー・ジャン
ディエリー・ジャン（Dierry Jean、1982年4月20日 - ）は、カナダのプロボクサー、ハイチ出身のモントリオール育ち。

## 来歴
10歳の時にモントリオールに移住。64戦のアマチュアキャリアでカナダ王者に輝いた実績がある。
2006年12月16日、モントリオールでシュテファーヌ・フリューリーとデビュー戦を行い、4回3-0（3者共40-35）の判定勝ちを収めデビュー戦を白星で飾った。
2007年9月21日、ケベック州スーパーライト級王者セバスチャン・ハメルと対戦し5回2分10秒KO勝ちで王座獲得に成功した。
2008年2月9日、マイケル・スプリンガーと対戦し8回3-0の判定勝ち。
2008年10月4日、ファビアン・ルクエと対戦し2回2分55秒TKO勝ち。
2009年6月6日、アドリアン・ナバレンテと対戦し8回3-0の判定勝ち。
2010年11月11日、ウィフレド・ネグロンと対戦し5回1分48秒TKO勝ち。
2011年10月20日、モントリオールのベル・センターでフランシスコ・ロレンソと対戦し10回3-0（98-90、100-88、99-89）の判定勝ち。
2012年5月19日、ラナード・タイラーとNABF北米スーパーライト級王座決定戦を行い、3-0(3者とも119-109)の判定勝ちを収め王座獲得に成功した。
2012年10月26日、NABF北米スーパーライト級王座防衛と空位のNABA北米スーパーライト級王座決定戦をイバン・カノと対戦し、NABF王座の初防衛、NABA王座獲得に成功した。
2013年2月16日、ファン・ヘスス・リベラと対戦し2回2分54秒TKO勝ちでNABF王座2度目の防衛に成功した。
2013年5月10日、IBF世界スーパーライト級王者ラモン・ピーターソンへの挑戦権を賭けてクレオティス・ペンダーヴィスと対戦し、4回2分1秒TKO勝ちを収めピーターソンへの挑戦権獲得に成功した。
2014年1月25日、ワシントンD.C.のDCアーモリーでIBF世界スーパーライト級王者ラモン・ピーターソンと対戦し、プロ初黒星となる12回0-3（111-118、112-116、113-115）の判定負けを喫し王座獲得に失敗した。
2014年6月13日、マリオ・ペレスとNABF北米ライト級王座決定戦を行い、8回1分21秒TKO勝ちを収めNABF王座の2階級制覇を果たした。
2014年9月27日、ダニエル・ルイスと対戦し、5回2分42秒TKO勝ちを収めNABF王座の初防衛に成功した。
2015年6月20日、ジェリー・ベルモンテスと対戦し、10回3-0(99-89、98-91、99-90)の判定勝ちを収めNABF王座の2度目の防衛に成功した。
2015年10月24日、ネブラスカ州オマハのセンチュリーリンク・センター・オマハでWBO世界スーパーライト級王者テレンス・クロフォードと対戦。初回と9回、10回の計3度のダウンを奪われキャリア初のKO負けとなる10回2分30秒TKO負けを喫し王座獲得に失敗した。

## 獲得タイトル
- ケベック州スーパーライト級王座
- NABF北米スーパーライト級王座
- NABA北米スーパーライト級王座
- NABF北米ライト級王座